# Neoxanthops angustus
Neoxanthops angustus är en kräftdjursart som först beskrevs av M. J. Rathbun 1906.  Neoxanthops angustus ingår i släktet Neoxanthops och familjen Xanthidae. Inga underarter finns listade i Catalogue of Life.